# Lanjazat
Lanjazat (en arménien Լանջազատ ; jusqu'en 1967 Zovashen) est une communauté rurale du marz d'Ararat en Arménie. Elle est située dans la région d'Artachat, à 15 km au sud d'Erevan et à 20 km de la ville d'Artachat.
En 2008, elle compte 1 328 habitants.